# Acheiropoieton

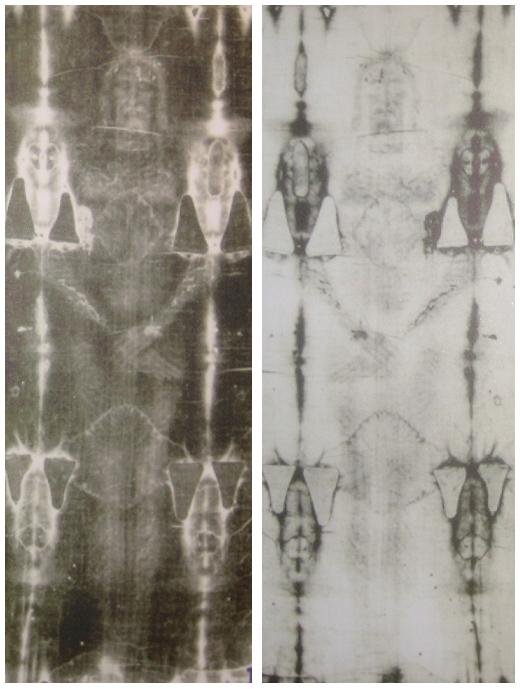
Fotografie des Turiner Grabtuchs – Negativ (links, seitenverkehrt) und Positiv

Das Acheiropoíeton oder (modern ausgesprochen) das Achiropíiton ist in der Bildtheologie der Antike und der östlichen Orthodoxie ein Kultbild oder eine Ikone, die der Überlieferung nach nicht von Menschen geschaffen, sondern von Gott geschenkt sei. Solchen Objekten werden in der Volksfrömmigkeit oft heilende Kräfte zugeschrieben.
Die Bezeichnung wird häufiger in der Mehrzahl Acheiropoíeta oder Achiropíita gebraucht (griech. seit neutestamentlicher Zeit ἀχειροποίητον, „nicht mit Händen gemacht“, „nicht von Menschenhänden geschaffen“; lat. non manufactum, russ. не-руко-творный). Eine andere Bezeichnung ist Vera ikon (von lateinisch vera, „wahr“ und griechisch εἰκών, „Bild“).

## Geschichte und Entwicklung
Das Konzept eines Acheiropoieton gab es bereits in der antiken Literatur, es fehlte jedoch noch der entsprechende Begriff; am ehesten entspricht das christliche Acheiropoieton hier dem griechischen Diipetes (auch Diopetes oder Iovis proöes).
Ein Bericht über ein derartiges Acheropita-Bild bezieht sich auf das Jahr 574 und stammt von dem mittelbyzantinischen Historiker Georgios Kedrenos (um 1100), der über derartige Funde in Kamulia (Kappadokien) sowie Apameia (Syrien) schreibt; hier ist die Rede von theo teukton eikona („ein gottgeschaffenes Bild, das nicht von Menschenhänden stammt“). Oft wird angenommen, dass Kedrenos hier die Formulierung aus einer spätantiken Quelle übernommen habe. Ebenfalls als Acheiropoieta gelten die Sinai-Ikonen aus dem 5. bis 7. Jahrhundert im Katharinenkloster. Berühmtheit erlangte daneben das Mandylion von Edessa, dessen erste Erwähnung sich für das 6. Jahrhundert nachweisen lässt.
Beispiele bekannter Bildnisse, die von bestimmten Gruppen als Acheiropoíeta angesehen werden, sind das Schweißtuch der Veronika, das Turiner Grabtuch, der Schleier von Manoppello sowie die Abgar- und Lukasbilder. Auch das Gnadenbild Unserer Lieben Frau von Guadalupe in Mexiko-Stadt wird zuweilen als Acheiropoieton angesehen.

## Moderne
Das Turiner Grabtuch wurde 1898 von Secondo Pia sowie 1931 von Giuseppe Enrie fotografiert; auf dem Negativ der Fotografien war ein „Bild Christi“ zu sehen, das im Negativ, einer Technologie, die erst durch die Fotografie entstanden war, viel klarer war als der nur schemenhafte Umriss auf dem Grabtuch (bzw. auf dem Positiv der Fotografie). Diese Entdeckung verlieh dem Grabtuch eine neue theologische Bedeutung, dessen mögliche Echtheit durch die Fotografie bekräftigt wurde. „Das Grabtuch selbst konnte als eine empfindliche Oberfläche betrachtet werden, auf der sich ein Körper durch den direkten Kontakt abgebildet hatte.“ (Frizot 1998: 283; vgl. auch P. Vignon, Le Linceul de Christ; étude scientifique. Paris 1902). 
In der Frühphase der bildgebenden Verfahren, als gerade die Mikro- und Astrofotografie sowie die Röntgenstrahlen entdeckt wurden, meinten manche, die „Lichtschwingungen der Seele“ fotografisch aufzeichnen zu können, und sprachen von einer „spontanen Ikonographie“ (Hippolyte Baraduc, L'Ame humaine, 1896; vgl. auch Naturselbstdruck). Gelegentlich wurde der Fotografie selbst dabei ein acheiropoietischer Charakter zugeschrieben.

Bildnisse, die mitunter als Acheiropoieta angesehen werden
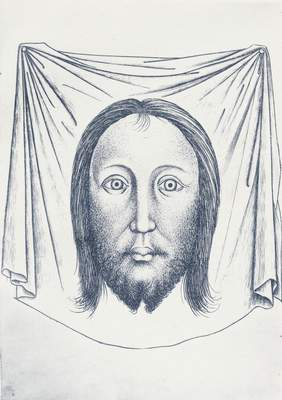
Schweißtuch der Veronika, Kupferstich, Meister der Spielkarten
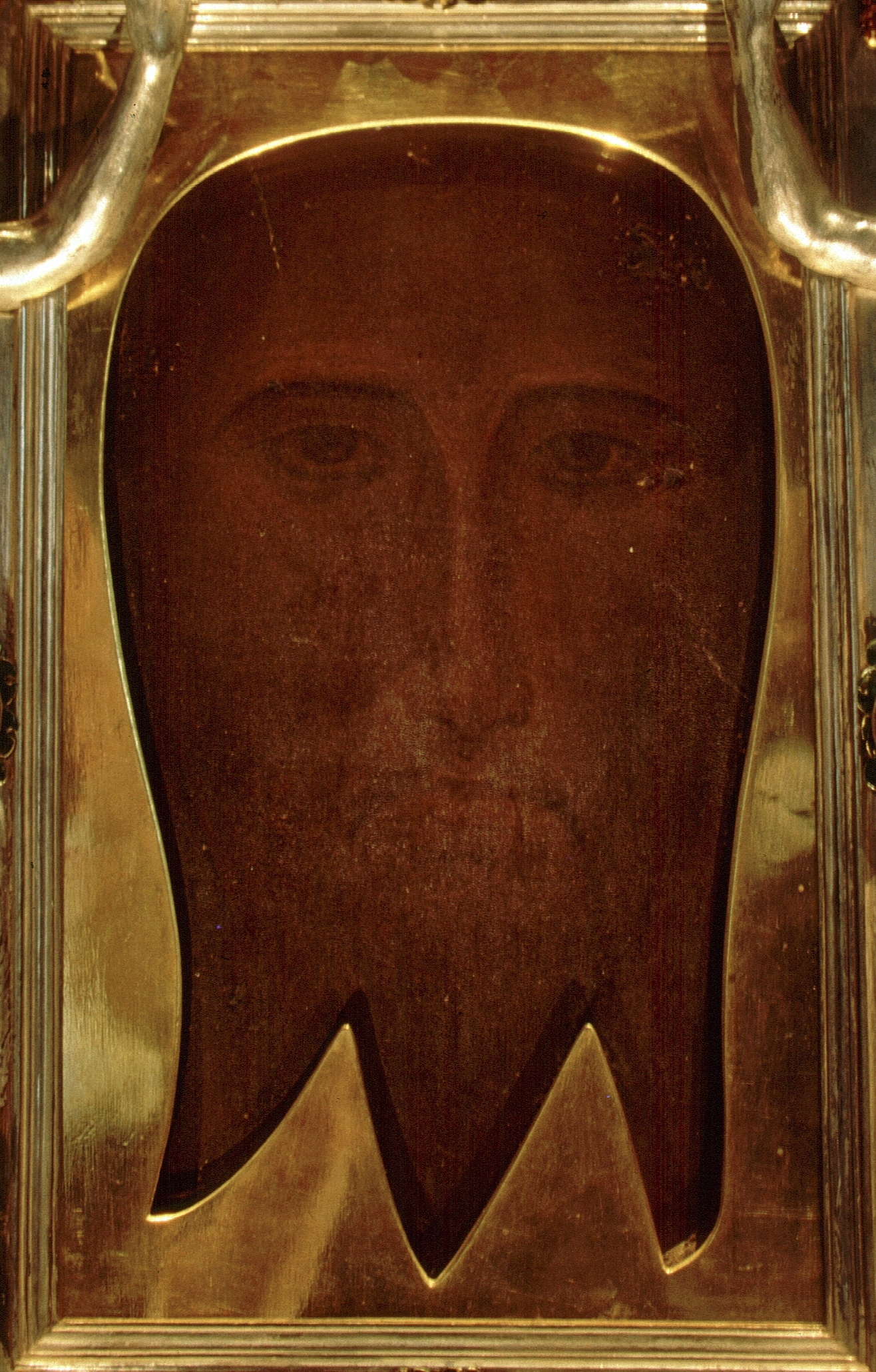
Abgar-Bild oder Mandylion von Edessa, Ikone